# إيبوت الأولى
إيبوت الأولى ، هي ملكة مصرية قديمة من الأسرة السادسة . و كانت ابنة الملك أوناس، آخر ملوك الأسرة الخامسة و زوجة الملك تيتي ، مؤسس الأسرة السادسة ، و هي أم الملك بيبي الأول.

## ألقابها
كان لإيبوت ألقاباً عديدة هي :
- ابنة ملك الوجه القبلي و البحري.
- ابنة الملك من جسده.
- ابنة الإله.
- ابنة الإله تلك.
- زوجة الملك و حبيبته.
- مرافقة حور.
- عظيمة صولجان حتس.
- من ترى حور و ست.
- عظيمة الثناء.
- أم الملك.
- أم الملك المزدوج.
- أم ملك الهرم من نفر بيبي.[2]

## مدفنها
أقيمت مصطبة لدفنها إلى الشمال من قبر زوجه ، و التي تحولت لاحقا إلى هرم للملكة خلال عهد الملك بيبي الأول ، و يبلغ طول هذا البناء 21 مترا و قد اكتشفه عالم الآثار فيكتور لوريه عام 1898. و لفترة طويلة كانت هناك مسألة خلاف بين علماء المصريات حول ما إذا كان هذا القبر فعلا هرم أو مجرد مصطبة. و لم يتمكن أحد من حسم الخلاف مع استمرار الحفريات المتجددة التي بدأت في عام 1995 تحت إشراف عالم الآثار المصري زاهي حواس. و لم تتأثر غرفة الدفن بأي ضرر . و بجانب العديد من العناصر الدفن، بقيت العظام من جثة الملكة إيبوت ليتم العثور عليها كذلك.